# قائمة حلقات مونوغاتاري
مونوغاتاري هي سلسلة أنمي مقتبسة من رواية خفيفة للكاتب الياباني إيشين نيشيو. أخرج الأنمي عدة مخرجين، وأنتجته استوديو شافت للرسوم المتحركة. عُرض لأول مرة جزء "باكيمونوغاتاري" وعُرضت 12 حلقة بين 3 تموز/يوليو و25 أيلول/سبتمبر 2009 على قناة طوكيو إم إكس التلفزيونية. نُشرت ثلاث حلقات إضافية من الرسوم المتحركة الأصلية على الموقع الرسمي للأنمي بين 3 تشرين الثاني/نوفمبر 2009 و25 حزيران/يونيو 2010. عُرض جزء ثانٍ بعنوان "نيسيمونوغاتاري" وعُرضت 11 حلقة بين 7 كانون الثاني/يناير و17 آذار/مارس 2012.
بثت مقدمة للمسلسل الأصلي بعنوان نيكومونوغاتاري (أسود) بأربع حلقات متتالية في 31 كانون الأول/ديسمبر 2012. تم تعديل ستة تكملات أخرى لاحقًا تحت الاسم الشائع للموسم الثاني من سلسلة مونوغاتاري: بثت نيكومونوغاتاري (أبيض) و كابوكيمونوغاتاري و اوتوريمونوغاتاري و اونيمونوغاتاري و كويمونوغاتاري بين 6 تموز/يوليو و28 كانون الأول/ديسمبر 2013، بينما تم تأجيل هانامونوغاتاري، الذي كان من المفترض في الأصل أن يبث مع الآخرين في عام 2013، وتم بثه في النهاية بشكل منفصل في 16 آب/أغسطس 2014. تم تعديل "الموسم الأخير" من الروايات باسم تسوكيمونوغاتاري و اواريمونوغاتاري و كويوميمونوغاتاري و اواريمونوغاتاري II والذي تم بثه من 31 كانون الأول/ديسمبر، 2014، حتى 22 حزيران/يونيو 2019. تم الإعلان عن اقتباس من مقدمة باكيمونوغاتاري، بعنوان كيزومونوغاتاري، في عام 2010 ولكن تأخرة لمدة ست سنوات حتى تم إصداره أخيرًا كثلاثية أفلام من 8 كانون الثاني/يناير 2016 إلى 6 كانون الثاني/يناير 2017. في كانون الثاني/18 يناير 2024، أعلنت انيبليكس وشافت عن إنتاج تعديلات أنمي لروايات "خارج الموسم" و"موسم الوحش".

## الحلقات:
|                                 | الآرك                 | الحلقات | تاريخ البث           | تاريخ البث           |
| عرض لأول مرة                    | الآرك                 | الحلقات | عرض لأخر مرة         |                      |
| ------------------------------- | --------------------- | ------- | -------------------- | -------------------- |
| سلسلة مونوغاتاري: الموسم الأول  |                       |         |                      |                      |
|                                 | باكيمونوغاتاري        | 15      | 3 تموز 2009          | 25 حزيران 2010       |
|                                 | نيسيمونوغاتاري        | 11      | 7 كانون الثاني 2012  | 17 آذار 2012         |
|                                 | نيكومونوغاتاري (اسود) | 4       | 31 كانون الأول 2012  | 31 كانون الأول 2012  |
| سلسلة مونوغاتاري: الموسم الثاني |                       |         |                      |                      |
|                                 | نيكومونوغاتاري (ابيض) | 5       | 6 تموز 2013          | 3 آب 2013            |
|                                 | كابوكيمونوغاتاري      | 4       | 17 آب 2013           | 7 أيلول 2013         |
|                                 | اوتوريمونوغاتاري      | 4       | 21 أيلول 2013        | 12 تشرين الأول 2013  |
|                                 | اونيمونوغاتاري        | 4       | 26 تشرين الأول 2013  | 16 تشرين الثاني 2013 |
|                                 | كويمونوغاتاري         | 6       | 26 تشرين الأول 2013  | 16 تشرين الثاني 2013 |
|                                 | هانامونوغاتاري        | 5       | 16 آب 2014           | 16 آب 2014           |
| سلسلة مونوغاتاري: الموسم الأخير |                       |         |                      |                      |
|                                 | تسوكيمونوغاتاري       | 4       | 31 كانون الأول 2014  | 31 كانون الأول 2014  |
|                                 | اواريمونوغاتاري       | 13      | 3 تشرين الأول 2015   | 19 كانون الأول 2015  |
|                                 | كويوميمونوغاتاري      | 12      | 10 كانون الثاني 2016 | 27 آذار 2016         |
|                                 | اواريمونوغاتاري II    | 7       | 12 آب 2017           | 13 آب 2017           |
| كيزومونوغاتاري (سلسلة أفلام)    |                       |         |                      |                      |
|                                 | كيزومونوغاتاري        | 3       | 8 كانون الثاني 2016  | 6 كانون الثاني 2017  |

## الترتيب الزمني للقصة
| الآرك                           | ملاحظة              |
| ------------------------------- | ------------------- |
| كيزومونوغاتاري                  |                     |
| نيكومونوغاتاري (اسود)           |                     |
| باكيمونوغاتاري                  |                     |
| نيسيمونوغاتاري                  |                     |
| سلسلة مونوغاتاري: الموسم الثاني | الحلقات 7-10        |
| سلسلة مونوغاتاري: الموسم الثاني | الحلقات 17-20       |
| اواريمونوغاتاري                 | الحلقات 7-12        |
| سلسلة مونوغاتاري: الموسم الثاني | الحلقات 1-5         |
| اواريمونوغاتاري                 | الحلقات 1-6         |
| سلسلة مونوغاتاري: الموسم الثاني | الحلقات 12-15       |
| سلسلة مونوغاتاري: الموسم الثاني | الحلقات 26-21       |
| تسوكيمونوغاتاري                 |                     |
| كويوميمونوغاتاري                |                     |
| زوكوواريمونوغاتاري              | لم يصدر له أنمي بعد |
| هانامونوغاتاري                  |                     |

- ملاحظة: الحلقات (6-11-16) من سلسلة مونوغاتاري: الموسم الثاني إعادة أحداث لأجزاء سابقة.

## باكيمونوغاتاري
| رقم الحلقة | عنوان الحلقة                                                                   | تاريخ العرض الأصلي |
| ---------- | ------------------------------------------------------------------------------ | ------------------ |
| 1          | «هيتاغي سلطعون، الجزء الأول» "Hitagi Kurabu Sono Ichi" (ひたぎクラブ 其ノ壹)   | 3 تموز 2009        |
| 2          | «هيتاغي سلطعون، الجزء الثاني» "Hitagi Kurabu Sono Ni" (ひたぎクラブ 其ノ貳)    | 10 تموز 2009       |
| 3          | «مايوي حلزون، الجزء الأول» "Mayoi Maimai Sono Ichi" (まよいマイマイ 其ノ壹)    | 17 تموز 2009       |
| 4          | «مايوي حلزون، الجزء الثاني» "Mayoi Maimai Sono Ni" (まよいマイマイ 其ノ貳)     | 24 تموز 2009       |
| 5          | «مايوي حلزون، الجزء الثالث» "Mayoi Maimai Sono San" (まよいマイマイ 其ノ參)    | 31 تموز 2009       |
| 6          | «سوروغا قرد، الجزء الأول» "Suruga Monkī Sono Ichi" (するがモンキー 其ノ壹)     | 8 آب 2009          |
| 7          | «سوروغا قرد، الجزء الثاني» "Suruga Monkī Sono Ni" (するがモンキー 其ノ貳)      | 21 آب 2009         |
| 8          | «سوروغا قرد، الجزء الثالث» "Suruga Monkī Sono San" (するがモンキー 其ノ參)     | 28 آب 2009         |
| 9          | «ناديكو ثعبان، الجزء الأول» "Nadeko Suneiku Sono Ichi" (なでこスネイク 其ノ壹) | 4 أيلول 2009       |
| 10         | «ناديكو ثعبان، الجزء الثاني» "Nadeko Suneiku Sono Ni" (なでこスネイク 其ノ貳)  | 11 أيلول 2009      |
| 11         | «تسوباسا قطة، الجزء الأول» "Tsubasa Kyatto Sono Ichi" (つばさキャット 其ノ壹)  | 18 أيلول 2009      |
| 12         | «تسوباسا قطة، الجزء الثاني» "Tsubasa Kyatto Sono Ni" (つばさキャット 其ノ貳)   | 25 أيلول 2009      |
| 13         | «تسوباسا قطة، الجزء الثالث» "Tsubasa Kyatto Sono San" (つばさキャット 其ノ參)  | 3 تشرين الأول 2009 |
| 14         | «تسوباسا قطة، الجزء الرابع» "Tsubasa Kyatto Sono Yon" (つばさキャット 其ノ肆)  | 23 شباط 2010       |
| 15         | «تسوباسا قطة، الجزء الخامس» "Tsubasa Kyatto Sono Go" (つばさキャット 其ノ伍)   | 25 حزيران 2010     |

## كيزومونوغاتاري
| رقم الحلقة | عنوان الحلقة                                                                        | تاريخ العرض الأصلي  |
| ---------- | ----------------------------------------------------------------------------------- | ------------------- |
| 1          | «كيزومونوغاتاري: حديدية الدم» "Kizumonogatari I: Tekketsu-hen" (傷物語〈Ⅰ鉄血篇〉)  | 8 كانون الثاني 2016 |
| 2          | «كيزومونوغاتاري: حارة الدم» "Kizumonogatari II: Nekketsu-hen" (傷物語〈Ⅱ熱血篇〉)   | 19 آب 2016          |
| 3          | «كيزومونوغاتاري: باردة الدم» "Kizumonogatari III: Reiketsu-Hen" (傷物語〈Ⅲ冷血篇〉) | 6 كانون الثاني 2017 |